# Gamze Tazim
Gamze Tazim (Den Haag, 28 januari 1989) is een Nederlands actrice van Turkse afkomst. Ze kreeg bij het grote publiek vooral naamsbekendheid door haar rol als Noa van Rijn in de jeugdsoap Het Huis Anubis.

## Levensloop
Tazim haar eerste televisierol was Noa van Rijn in de jeugdsoap Het Huis Anubis, ze speelde deze rol van 2007 tot en met 2009. Tevens was ze ook in de films van deze series te zien genaamd Anubis en het pad der 7 zonden en Anubis en de wraak van Arghus, ze speelde in beide films de rol van Noa van Rijn. Verder had ze een rol in de eerste theatershow van Het Huis Anubis Anubis en de Graal van de Eeuwige Vriendschap.
Tazim groeide op in de Schilderswijk in Den Haag, samen met haar ouders, haar zus en haar broer. Haar ouders komen oorspronkelijk uit Turkije. Tazim begon op haar tiende met dansen, ze zat op de FaFa show/dansacademie en heeft het dansen uiteindelijk opgegeven om zich te richten op het acteren.
Ze heeft sinds haar twaalfde in verschillende theaterproducties gespeeld. Ze zat op de Jeugdtheaterschool Rabarber, waar ze de titelrol in Carmen speelde. Ze speelde ook in clips van Racoon: "Laugh about it" en "Love you more". Na een bijrol in Den Helder, een film geregisseerd door Jorien van Nes was Tazim te zien in de film Gangsterboys. In 2011 speelde zij een rol in de serie Van God Los, welke uitgezonden werd door BNN. In aflevering 3, "Onder dwang", speelde zij de rol van Meriban. In Mixed Kebab, een film van Vlaamse regisseur Guy Lee Thys, vertolkte Tazim de rol van de ondeugende doch naïeve Elif. In 2011 speelde Tazim een gastrol in Seinpost Den Haag als Esin Aytac. In 2013 speelde ze een verpleegkundige in de RTL 5-serie Malaika.

## Filmografie

### Film
- 2008: Anubis en het pad der 7 zonden, als Noa van Rijn
- 2009: Anubis en de wraak van Arghus, als Noa van Rijn

### Televisie
- 2007-2009: Het Huis Anubis, als Noa van Rijn
- 2008: Den Helder, als Ayla
- 2010: Gangsterboys, als Serpil
- 2011: Van God los, als Meriban
- 2011: Seinpost Den Haag, als Esin Aytac
- 2012: Mixed Kebab, als Elif
- 2013: Malaika,als Esra Yildiz
- 2016: Flikken Rotterdam, als vriendin van Cahit
- 2017: Celblok H, als Aimina

### Theater
- 2008-2009: Anubis en de Graal van de Eeuwige Vriendschap, als Noa van Rijn